# Puchar Ligi Ukraińskiej w piłce siatkowej mężczyzn
Puchar Ligi Ukraińskiej w piłce siatkowej mężczyzn (ukr. Кубок Ліги з волейболу серед чоловічих команд, Kubok Lihy z wołejbołu sered czołowiczych komand) – pucharowe rozgrywki w piłce siatkowej zorganizowane przez Profesjonalną Ligę Piłki Siatkowej Ukrainy dla ukraińskich męskich klubów grających w Superlidze. Zdobywca ligowego pucharu miał prawo w kolejnym sezonie uczestniczyć w europejskich pucharach.
Rozgrywki o Puchar Ligi Ukraińskiej utworzone zostały w 2022 roku wraz z powstaniem Profesjonalnej Ligi Piłki Siatkowej Ukrainy. Pierwsza i jedyna edycja odbyła się w dniach 20-22 grudnia 2022 roku w miejscowości Hodyliw w rejonie czerniowieckim. Zwycięzcą turnieju został Epicentr-Podolany Horodok, który w finale pokonał klub Prometej Dnipro.

## Triumfatorzy
| Sezon | Sezon | Miejsce finału | 1. miejsce                | 2. miejsce      | Wynik finału                            |
| ----- | ----- | -------------- | ------------------------- | --------------- | --------------------------------------- |
| 1.    | 2022  | Hodyliw        | Epicentr-Podolany Horodok | Prometej Dnipro | 3:2 (23:25, 25:15, 22:25, 25:20, 15:10) |

## Bilans klubów
| Klub                      | złoto | srebro |
| ------------------------- | ----- | ------ |
| Epicentr-Podolany Horodok | 1     | 0      |
| Prometej Dnipro           | 0     | 1      |